# Neptalí Briceño
Neptalí Mateo Briceño Miranda (Pisco, 1934) es un exfutbolista peruano que se desempeñaba como delantero. Inicio su carrera futbolística en el Sport Boys, equipo donde jugó 7 temporadas. También pasó por clubes de Argentina, Colombia, Venezuela y España. Fue convocado por la Selección Peruana de Fútbol en 1960. Una vez retirado se quedó a radicar en el país venezolano.

## Clubes
| Club                      | País      | Año         |
| ------------------------- | --------- | ----------- |
| Sport Boys                | Perú      | 1955 - 1961 |
| Ferro Carril Oeste        | Argentina | 1962        |
| Universitario de Deportes | Perú      | 1963        |
| Deportivo Cali            | Colombia  | 1964        |
| Deportes Tolima           | Colombia  | 1964 - 1965 |
| La Salle F.C.             | Venezuela | 1966 - 1967 |
| Celta de Vigo             | España    | 1967        |
| Litoral F.C.              | Venezuela | 1968 - 1969 |

## Palmarés
| Equipo     | País | Título           | Año  |
| ---------- | ---- | ---------------- | ---- |
| Sport Boys | Perú | Primera División | 1958 |